# 原田順子
原田 順子（はらだ じゅんこ）は、日本の経営学者。現在、放送大学教授。専門は、経営学。人的資源管理の専門家。

## 来歴
企業勤務を経て、修士号（英ケンブリッジ大学）、博士号（英リーズ大学）取得。放送大学准教授から、現在放送大学教授、Ph.D。専攻は経営学、人的資源管理。

## 主な著書
- 『経営学入門』松井美樹 共編者 担当範囲: 第2,10,11章 共同執筆: 第1章) 放送大学教育振興会 ISBN 978-4-595-32476-5 2024年3月
- 『改訂新版 人的資源管理：理論と実践を架橋する』 平野光俊 (担当:共編者(共編著者), 担当範囲:第8, 11, 14, 15章)放送大学教育振興会 ISBN 978-4-595-14177-5 2022年3月
- 『海からみた産業と日本：海事産業と地球の未来』篠原正治 (担当:共編者), 担当範囲:単独執筆：第1, 2, 3章)放送大学教育振興会 ISBN 978-4-595-32346-1 2022年3月
- 『社会と産業の倫理』松原隆一郎・山岡龍一編著(担当:分担執筆, 担当範囲：第14章 経営と倫理的指標: 社会的責任,持続可能性の視点から)放送大学教育振興会 ISBN 978-4-595-32277-8 2021年3月
- 『新時代の組織経営と働き方』若林直樹 (担当:共編者), 担当範囲：第1,2,7,15章 共同執筆：第8,9章) 放送大学教育振興会 ISBN 978-4-595-32209-9 2020年3月
- 『改訂新版 国際経営』洞口治夫 (担当:共編者), 担当範囲: 第1,5,7,14,15章) 放送大学教育振興会 ISBN 978-4-595-31950-1 2019年3月
- 『人材育成ハンドブック』人材育成学会編 (担当:分担執筆, 担当範囲:ダイバーシティ対応の新潮流（pp.363-364）、NPO（p.553）、ダイバーシティ・マネジメント（p.645）の項目を単独執筆)金子書房 ISBN 978-4-7608-2670-4 2019年3月
- 『新訂 人的資源管理』平野光俊 (担当:共編者), 担当範囲:第8,11,15章、共著 第14章) 放送大学教育振興会 ISBN 978-4-595-14104-1 2018年3月
- 『海からみた産業と日本』池田龍彦, (担当:共編者), 担当範囲: 第1,2,12章) 放送大学教育振興会 ISBN 978-4-595-31633-3 2016年3月
- 『グローバル化と私たちの社会』北川由紀彦 (担当:共編者), 担当範囲:第4章、共著 第１章) 放送大学教育振興会 ISBN 978-4-595-31569-5 2015年3月
- 『多様なキャリアを考える』道幸哲也(担当:共編者), 担当範囲:第1,5,9,15章 放送大学教育振興会 ISBN 978-4-595-31571-8 2015年3月
- 『人的資源管理』奥林康司 (担当:共編者), 担当範囲:第4,9,11,15章 放送大学教育振興会 ISBN 978-4-595-14024-2 2014年3月
- 『新訂 国際経営』洞口治夫 (担当:共編者), 担当範囲:第1,11,12,13,14章 放送大学教育振興会 ISBN 978-4-595-31432-2 2013年3月
- 『新訂 経営学入門』(小倉行雄・齊藤毅憲編著)  (担当:分担執筆, 担当範囲: 第11,12章) 放送大学教育振興会 ISBN 978-4-595-31367-7 2012年3月
- 『ケースで学ぶ現代経営学』（小倉行雄・佐藤善信編著）(担当:分担執筆, 担当範囲: 第7章) 放送大学教育振興会 ISBN 978-4-595-31365-3, 978-4-595-31394-3 2012年3月
- 『海と空の港大事典』(日本港湾経済学会編) (担当:分担執筆, 担当範囲:pp.123-126のなかの８項目を単独執筆) 成山堂 ISBN 978-4-425-11181-7 2011年9月
- 『観光の新しい潮流と地域』十代田朗 (担当:共編者), 担当範囲:第14章 放送大学教育振興会 ISBN 978-4-595-31259-5 2011年3月
- 『多様化時代の労働』 (担当:編著者), 担当範囲:第1,2,3,6,7,8,12章 放送大学教育振興会 ISBN 978-4-595-31212-0 2010年3月
- 『国際経営』吉森賢 (担当:共編者), 担当範囲：第5,6,7,8章、共著：第1章 放送大学教育振興会 ISBN 978-4595309274 2009年3月
- 『官民の人的資源論』 奥林康司 (担当:共著, 担当範囲:第7,8,9,10,12,13,14,15章 放送大学教育振興会 ISBN 978-4-595-30928-1 2009年3月
- 『戦略とは何か? 』（リチャード・ウィッティントン著） 須田敏子(担当:共訳, 担当範囲:単独翻訳は 序文、1,2,3章 慶應義塾大学出版会 ISBN 978-4-7664-1557-5 2008年11月
- 『経営学入門:現代企業を理解するために』 佐々木弘, 奥林康司(担当:共編者), 担当範囲:第8,9章)放送大学教育振興会 ISBN 978-4-595-30739-3 2007年3月
- 『21世紀の女性と仕事』 大沢真知子 共編著 担当範囲: 第2,8,9,11,12章 放送大学教育振興会 ISBN 4-595-30626-1 2006年3月